# Храм Спиридона Тримифунтского в Нагатинском Затоне
Храм Святи́теля Спиридо́на Тримифу́нтского — православный храм в районе Нагатинский Затон города Москвы. Входит в состав Даниловского благочиния Московской епархии Русской православной церкви, имеет статус патриаршего подворья.
Настоятель — иерей Михаил Шманов.

## История
Новый храм построен в память храма во имя святителя и чудотворца Спиридона Тримифунтского, разрушенного в советские годы.

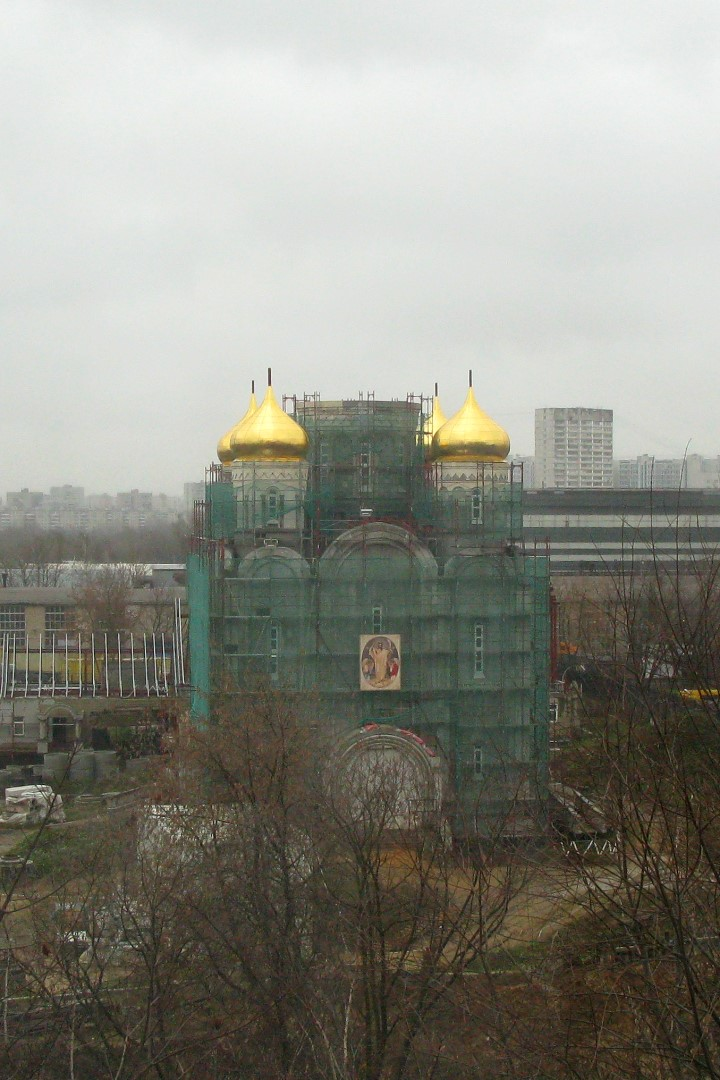
Храм Свт. Спиридона Тримифунтского в ноябре 2013 года.

11 августа 2011 года благочинный Даниловского округа протоиерей Олег Воробьёв отслужил молебен под открытым небом на месте будущей постройки храма. Тогда же начались богослужения, которые сперва проходили в строительном вагончике, а с ноября того же года — во временной церкви Богоматери Скоропослушница, устроенной в армейской палатке. Возведение храма начато осенью 2011 года.
27 марта 2012 года патриарх Московский и всея Руси Кирилл совершил чин освящения закладного камня на месте строительства храма.
В июне 2012 года была установлена малая звонница.
Храм возводился в рамках программы строительства православных храмов в столице. Сбор пожертвований проводила некоммерческая организация Фонд «Поддержки строительства храмов города Москвы».
Первое богослужение в строившемся храме состоялось 13 августа 2013 года.
2 апреля 2014 года на купола возводимого храмы были установлены кресты. Крест на главном куполе украшен вызолоченным ажурным узором и снабжён вставками из цветного стекла, оснащёнными светодиодами, которые светятся в темноте. Второго такого креста в России на тот момент не было
25 декабря 2016 года патриарх Московский и всея Руси Кирилл совершил чин великого освящения храма и Божественную литургию в новоосвящённом храме. За Божественной литургией была совершена хиротония архимандрита Евфимия (Максименко) во епископа Усманского.
В ноябре 2018 года была закончена кирпичная кладка стен и монолитные работы по устройству центрального барабана под купол храма.

## Проект
Храмовый комплекс состоит из самого храма (общая площадь — 826 м²), дома причта (общая площадь — 1129,6 м²) и хозяйственного блока (площадь — 260,2 м²). Стены главного здания имеют высоту более 13 м.
Храм представляет собор пятиглавый трёхапсидный четверик с декором в духе владимиро-суздальского зодчества XII века.

## Духовенство
- Настоятель храма — протоиерей Михаил Шманов[21]

## Святыни
- Святитель Спиридон Тримифунтский, башмачок и частичка святых мощей
- Архиепископ Крымский Лука (Войно-Ясенецкий), частичка святых мощей
- Священномученик Харлампий, частичка святых мощей
- Икона святых мучеников Бориса и Глеба[22]